# راوتاوارا
راوْتاوارا (به فنلاندی: Rautavaara) یک منطقهٔ مسکونی در فنلاند است که در ساوونیای شمالی واقع شده‌است.

## خواهرخوانده
شهرهای بخش کریستینه‌هامن و شهرستان وورو خواهرخوانده‌های راوتاوارا هستند.